# 伍姓
伍姓是一個中文姓氏，在《百家姓》中排第89位。在中國大陸，伍姓約佔人口0.11%，居第一百二十一位。伍姓分布廣泛，但以湖北、湖南、江西、四川和广东尤多此姓。

## 源流
關於汉族伍姓的起源，有幾個說法。根據《姓纂》一書，「楚大夫伍參生舉，舉生奢，奢生尚、員，員字子胥，奔吳，其子又為王孫氏，奔齊」。伍參為春秋時期的楚國大夫，據說是楚王同宗芈姓，為楚莊王的寵臣。伍參的孫子是伍奢，而伍奢的一個兒子，就是著名的軍事謀略家伍子胥。
另外，衛康叔後人被封於伍鹿（今河南省濮陽市）者，其後裔子孫遂以邑名為氏，稱「伍鹿」氏，後改為單姓鹿姓、伍姓等，古時的第五姓後人也多改為伍姓。
而成书于清朝的《姓氏考略》更把伍姓的源頭追溯到更古老的黃帝時代。書中說到「芈姓，黄帝臣有伍胥，见《玄女兵法》，當為伍氏之始，望出安定、武陵」。根據此一說法，伍姓出自芈姓（為楚国王族的姓氏）。《玄女兵法》中所載，黄帝為部落首领時，其下有一個大臣叫做伍胥，是伍氏的始祖。伍氏究竟因何得姓，史書上未明確交代。「伍胥」在古書中多為伍子胥的簡稱，「黄帝臣有伍胥说」係為野史的虛構人物。
回族中的伍姓，其主要家族为金陵（今南京）伍氏。据《伍氏家谱》载，始祖伍儒，字德全，原籍西域撒马儿罕（今乌兹别克撒马儿罕）。明洪武二年（1369年）自北平奉诏迁居金陵城中天津街，授职钦天监刻漏科。自伍儒起连续六世皆任职于钦天监，或为“博士”，或为“司曆”，有“博士官六代”之美誉。
伍氏后裔族人繁多，人才辈出：清初有回教学者伍遵契，译有《归真要道》等；清中叶有中甲戌科探花的伍长华，曾任湖北巡抚与林则徐一起在武昌禁鸦片、销大烟；清末民初有追随孙文参加同盟会，投身革命的伍崇仁，有毕生从事教育的伍崇贤，有任民国教育部普教司司长、浙江、江西教育厅厅长的教育家伍崇学（又名仲文）。另外，自明代后，从南京、扬州等地迁到湖南常德的“金陵十姓”中也有伍姓。伍姓回族主要分布在江浙和湖南等地。
由於伍姓和吳姓的讀音非常相似（例如在國語中都讀成Wu，粤语中都讀成Ng），只是聲調不同，但吳姓人數較多，所以很多時候，如果只知道一個人姓名的拼音，伍姓的人常常被陌生人誤會成吳姓。雖然大部份伍姓的人已習以為常，但仍是不禮貌的。姓伍的人大多會使用一些方法來描述自己的姓氏，例如配詞成「隊伍的伍」。

## 延伸阅读
[在维基数据编辑]
 《百家姓》
 《欽定古今圖書集成·明倫彙編·氏族典·伍姓部》，出自陈梦雷《古今圖書集成》